# 拉梅萱
拉梅萱（泰语：สมเด็จพระราเมศวร；公元1339年-1395年）暹罗（今泰国）阿育陀耶王国的第二任及第五任国王，拉玛铁菩提一世之子，乌通王朝的第二位国王。1369年，他第一次成为阿育陀耶国王。但仅一年后便将王位禅让给他的叔叔，素攀那蓬王朝首任国王波隆摩罗阇一世。1388年，他发动政变并将当时仅仅继位7天的波隆摩罗阇一世之子东兰杀死，政变成功后旋即宣布复位。在又统治了阿育陀耶7年后，1395年，拉梅萱驾崩，享年56岁。

## 生涯
拉梅萱出生于公元1339年（佛历1882年），是暹罗阿育陀耶王国创立者拉玛铁菩提一世之子，也是素攀那蓬王朝创立者、阿育陀耶王国第三任国王波隆摩罗阇一世之侄。在拉玛铁菩提一世建立阿育陀耶王国后，他便被其父派往罗涡继承王位。
1369年，拉玛铁菩提一世驾崩，拉梅萱从罗涡赶回阿育陀耶继承王位并成为阿育陀耶王国的第二任国王。1370年，在继位仅一年后，其叔波隆摩罗阇一世率大军在素攀武里发动政变。拉梅萱因此下令将王位禅让给波隆摩罗阇一世，他自己则返回罗涡。
1388年，波隆摩罗阇一世驾崩，其子东兰继位。在东兰继位7天后，拉梅萱便率军在罗涡发动政变并攻入阿育陀耶城。随后叛军将东兰弑杀于阿育陀耶城内的Khok Phraya寺（泰语： วัดโคกพระยา），而拉梅萱也第二次登基为阿育陀耶国王。
1395年，拉梅萱驾崩于阿育陀耶，享年56岁。死后由其子罗摩罗阇继位。

## 战争
拉梅萱在位期间曾对泰北的兰纳王国（其范围大致是今泰国清迈、清莱和难府一带）和高棉发动战争。1390年，拉梅萱发动了对兰纳王国的战争并占领了清迈城。同年，拉梅萱向高棉进军。在对高棉的战争中。拉梅萱的军队占领了当时高棉的首都大吴哥（泰语：นครธม，柬埔寨语：នគរធំ）并迫使当时的高棉国王乘船逃跑。